# Europees kampioenschap voetbal mannen onder 17 - 2007 (kwalificatie)
Het kwalificatietoernooi voor het Europees kampioenschap voetbal onder 17 voor mannen was een toernooi dat duurde van 15 september 2006 tot en met 31 maart 2007. Dit toernooi zou bepalen welke 7 landen zich kwalificeerden voor het Europees kampioenschap voetbal mannen onder 17 van 2007. 
Alle landen van de UEFA mochten meedoen aan dit toernooi. Het toernooi werd verdeeld over twee rondes. De eerste ronde werd de kwalificatieronde genoemd. De tweede ronde heet de eliteronde. België hoefde niet aan dit toernooi mee te doen, als gastland was dit land automatisch gekwalificeerd voor het hoofdtoernooi.

## Gekwalificeerde landen
| Land      | Gekwalificeerd als          | Beste prestatie           |
| --------- | --------------------------- | ------------------------- |
| België    | Gastland                    | Groepsfase (2006)         |
| Duitsland | Eliteronde: Winnaar groep 1 | Vierde (2006)             |
| Oekraïne  | Eliteronde: Winnaar groep 2 | Groepsfase (2002 en 2004) |
| Engeland  | Eliteronde: Winnaar groep 3 | Derde (2002)              |
| Nederland | Eliteronde: Winnaar groep 4 | Tweede (2005)             |
| Frankrijk | Eliteronde: Winnaar groep 5 | Kampioen (2004)           |
| IJsland   | Eliteronde: Winnaar groep 6 | Debuut                    |
| Spanje    | Eliteronde: Winnaar groep 7 | Tweede (2003 en 2004)     |

## Kwalificatieronde
Engeland, Spanje en Portugal mochten direct naar de eliteronde.

### Groep 1
De wedstrijden werden gespeeld tussen 26 september en 1 oktober.
| Pos | Team        | Wed | W | G | V | Ptn | DV | DT | +/− | Kwalificatie                  |   | UKR | BLR | KAZ | SMR |
| --- | ----------- | --- | - | - | - | --- | -- | -- | --- | ----------------------------- | - | --- | --- | --- | --- |
| 1   | Oekraïne    | 3   | 3 | 0 | 0 | 9   | 12 | 1  | +11 | Geplaatst voor de eliteronde. |   | —   | 4–1 | 2–0 | 6–0 |
| 2   | Wit-Rusland | 3   | 1 | 1 | 1 | 4   | 8  | 5  | +3  | Geplaatst voor de eliteronde. |   | —   | —   | 1–1 | 6–0 |
| 3   | Kazachstan  | 3   | 1 | 1 | 1 | 4   | 5  | 3  | +2  |                               |   | —   | —   | —   | 4–0 |
| 4   | San Marino  | 3   | 0 | 0 | 3 | 0   | 0  | 16 | −16 |                               | — | —   | —   | —   |     |

### Groep 2
De wedstrijden werden gespeeld tussen 19 en 24 september.
| Pos | Team      | Wed | W | G | V | Ptn | DV | DT | +/− | Kwalificatie                  |   | TUR | CZE | LUX | SLO |
| --- | --------- | --- | - | - | - | --- | -- | -- | --- | ----------------------------- | - | --- | --- | --- | --- |
| 1   | Turkije   | 3   | 2 | 1 | 0 | 7   | 8  | 3  | +5  | Geplaatst voor de eliteronde. |   | —   | 3–1 | 1–1 | 4–1 |
| 2   | Tsjechië  | 3   | 1 | 1 | 1 | 4   | 3  | 3  | 0   | Geplaatst voor de eliteronde. |   | —   | —   | 2–0 | 0–0 |
| 3   | Luxemburg | 3   | 0 | 2 | 1 | 2   | 1  | 3  | −2  |                               |   | —   | —   | —   | 0–0 |
| 4   | Slovenië  | 3   | 0 | 2 | 1 | 2   | 1  | 4  | −3  |                               | — | —   | —   | —   |     |

### Groep 3
De wedstrijden werden gespeeld tussen 25 en 30 september.
| Pos | Team      | Wed | W | G | V | Ptn | DV | DT | +/− | Kwalificatie                  |   | FRA | ISL | ROU | LTU |
| --- | --------- | --- | - | - | - | --- | -- | -- | --- | ----------------------------- | - | --- | --- | --- | --- |
| 1   | Frankrijk | 3   | 3 | 0 | 0 | 9   | 10 | 3  | +7  | Geplaatst voor de eliteronde. |   | —   | 3–1 | 3–0 | 4–2 |
| 2   | IJsland   | 3   | 1 | 1 | 1 | 4   | 6  | 5  | +1  | Geplaatst voor de eliteronde. |   | —   | —   | 1–1 | 4–1 |
| 3   | Roemenië  | 3   | 1 | 1 | 1 | 4   | 4  | 4  | 0   |                               |   | —   | —   | —   | 3–0 |
| 4   | Litouwen  | 3   | 0 | 0 | 3 | 0   | 3  | 11 | −8  |                               | — | —   | —   | —   |     |

### Groep 4
De wedstrijden werden gespeeld tussen 17 en 22 november.
| Pos | Team    | Wed | W | G | V | Ptn | DV | DT | +/− | Kwalificatie                  |   | ITA | SRB | MLT | AND |
| --- | ------- | --- | - | - | - | --- | -- | -- | --- | ----------------------------- | - | --- | --- | --- | --- |
| 1   | Italië  | 3   | 2 | 1 | 0 | 7   | 8  | 0  | +8  | Geplaatst voor de eliteronde. |   | —   | 0–0 | 4–0 | 4–0 |
| 2   | Servië  | 3   | 2 | 1 | 0 | 7   | 6  | 0  | +6  | Geplaatst voor de eliteronde. |   | —   | —   | 2–0 | 4–0 |
| 3   | Malta   | 3   | 1 | 0 | 2 | 3   | 1  | 6  | −5  |                               |   | —   | —   | —   | 1–0 |
| 4   | Andorra | 3   | 0 | 0 | 3 | 0   | 0  | 9  | −9  |                               | — | —   | —   | —   |     |

### Groep 5
De wedstrijden werden gespeeld tussen 13 en 18 oktober.
| Pos | Team            | Wed | W | G | V | Ptn | DV | DT | +/− | Kwalificatie                  |   | GER | RUS | GEO | MKD |
| --- | --------------- | --- | - | - | - | --- | -- | -- | --- | ----------------------------- | - | --- | --- | --- | --- |
| 1   | Duitsland       | 3   | 3 | 0 | 0 | 9   | 11 | 2  | +9  | Geplaatst voor de eliteronde. |   | —   | 3–1 | 1–0 | 7–1 |
| 2   | Rusland         | 3   | 2 | 0 | 1 | 6   | 9  | 6  | +3  | Geplaatst voor de eliteronde. |   | —   | —   | 2–1 | 6–2 |
| 3   | Georgië         | 3   | 1 | 0 | 2 | 3   | 6  | 3  | +3  |                               |   | —   | —   | —   | 5–0 |
| 4   | Noord-Macedonië | 3   | 0 | 0 | 3 | 0   | 3  | 18 | −15 |                               | — | —   | —   | —   |     |

### Groep 6
De wedstrijden werden gespeeld tussen 23 en 28 oktober.
| Pos | Team         | Wed | W | G | V | Ptn | DV | DT | +/− | Kwalificatie                  |   | IRL | AZE | DEN | LAT |
| --- | ------------ | --- | - | - | - | --- | -- | -- | --- | ----------------------------- | - | --- | --- | --- | --- |
| 1   | Ierland      | 3   | 2 | 1 | 0 | 7   | 4  | 0  | +4  | Geplaatst voor de eliteronde. |   | —   | 2–0 | 0–0 | 2–0 |
| 2   | Azerbeidzjan | 3   | 1 | 1 | 1 | 4   | 2  | 3  | −1  | Geplaatst voor de eliteronde. |   | —   | —   | 0–0 | 2–1 |
| 3   | Denemarken   | 3   | 0 | 3 | 0 | 3   | 2  | 2  | 0   |                               |   | —   | —   | —   | 2–2 |
| 4   | Letland      | 3   | 0 | 1 | 2 | 1   | 3  | 6  | −3  |                               | — | —   | —   | —   |     |

### Groep 7
De wedstrijden werden gespeeld tussen 15 en 20 september.
| Pos | Team          | Wed | W | G | V | Ptn | DV | DT | +/− | Kwalificatie                  |   | GRE | SWE | AUT | LIE  |
| --- | ------------- | --- | - | - | - | --- | -- | -- | --- | ----------------------------- | - | --- | --- | --- | ---- |
| 1   | Griekenland   | 3   | 2 | 0 | 1 | 6   | 6  | 4  | +2  | Geplaatst voor de eliteronde. |   | —   | 0–2 | 2–1 | 4–1  |
| 2   | Zweden        | 3   | 1 | 2 | 0 | 5   | 5  | 3  | +2  | Geplaatst voor de eliteronde. |   | —   | —   | 2–2 | 1–1  |
| 3   | Oostenrijk    | 3   | 1 | 1 | 1 | 4   | 13 | 4  | +9  |                               |   | —   | —   | —   | 10–0 |
| 4   | Liechtenstein | 3   | 0 | 1 | 2 | 1   | 2  | 15 | −13 |                               | — | —   | —   | —   |      |

### Groep 8
De wedstrijden werden gespeeld tussen 25 en 30 oktober.
| Pos | Team      | Wed | W | G | V | Ptn | DV | DT | +/− | Kwalificatie                  |   | NED | NOR | CRO | EST |
| --- | --------- | --- | - | - | - | --- | -- | -- | --- | ----------------------------- | - | --- | --- | --- | --- |
| 1   | Nederland | 3   | 3 | 0 | 0 | 9   | 11 | 2  | +9  | Geplaatst voor de eliteronde. |   | —   | 1–0 | 5–1 | 5–1 |
| 2   | Noorwegen | 3   | 2 | 0 | 1 | 6   | 10 | 2  | +8  | Geplaatst voor de eliteronde. |   | —   | —   | 5–0 | 5–1 |
| 3   | Kroatië   | 3   | 1 | 0 | 2 | 3   | 8  | 11 | −3  |                               |   | —   | —   | —   | 7–1 |
| 4   | Estland   | 3   | 0 | 0 | 3 | 0   | 3  | 17 | −14 |                               | — | —   | —   | —   |     |

### Groep 9
De wedstrijden werden gespeeld tussen 15 en 20 oktober.
| Pos | Team    | Wed | W | G | V | Ptn | DV | DT | +/− | Kwalificatie                  |   | POL | FIN | ISR | ALB |
| --- | ------- | --- | - | - | - | --- | -- | -- | --- | ----------------------------- | - | --- | --- | --- | --- |
| 1   | Polen   | 3   | 3 | 0 | 0 | 9   | 7  | 0  | +7  | Geplaatst voor de eliteronde. |   | —   | 2–0 | 3–0 | 2–0 |
| 2   | Finland | 3   | 1 | 1 | 1 | 4   | 5  | 4  | +1  | Geplaatst voor de eliteronde. |   | —   | —   | 1–1 | 4–1 |
| 3   | Israël  | 3   | 0 | 2 | 1 | 2   | 2  | 5  | −3  |                               |   | —   | —   | —   | 1–1 |
| 4   | Albanië | 3   | 0 | 1 | 2 | 1   | 2  | 7  | −5  |                               | — | —   | —   | —   |     |

### Groep 10
De wedstrijden werden gespeeld tussen 30 september en 5 oktober.
| Pos | Team      | Wed | W | G | V | Ptn | DV | DT | +/− | Kwalificatie                  |   | HUN | SCO | ARM | BUL |
| --- | --------- | --- | - | - | - | --- | -- | -- | --- | ----------------------------- | - | --- | --- | --- | --- |
| 1   | Hongarije | 3   | 2 | 1 | 0 | 7   | 5  | 2  | +3  | Geplaatst voor de eliteronde. |   | —   | 1–1 | 1–0 | 3–1 |
| 2   | Schotland | 3   | 1 | 2 | 0 | 5   | 2  | 1  | +1  | Geplaatst voor de eliteronde. |   | —   | —   | 0–0 | 1–0 |
| 3   | Armenië   | 3   | 1 | 1 | 1 | 4   | 4  | 3  | +1  |                               |   | —   | —   | —   | 4–2 |
| 4   | Bulgarije | 3   | 0 | 0 | 3 | 0   | 3  | 8  | −5  |                               | — | —   | —   | —   |     |

### Groep 11
De wedstrijden werden gespeeld tussen 16 en 21 september.
| Pos | Team                  | Wed | W | G | V | Ptn | DV | DT | +/− | Kwalificatie                  |  | SVK | BIH | WAL | MDV |
| --- | --------------------- | --- | - | - | - | --- | -- | -- | --- | ----------------------------- |  | --- | --- | --- | --- |
| 1   | Slowakije             | 3   | 2 | 0 | 1 | 6   | 5  | 3  | +2  | Geplaatst voor de eliteronde. |  | —   | 2–1 | 1–2 | 2–0 |
| 2   | Bosnië en Herzegovina | 3   | 2 | 0 | 1 | 6   | 5  | 3  | +2  | Geplaatst voor de eliteronde. |  | —   | —   | 2–0 | 2–1 |
| 3   | Wales                 | 3   | 2 | 0 | 1 | 6   | 4  | 3  | +1  | Geplaatst voor de eliteronde. |  | —   | —   | —   | 2–0 |
| 4   | Moldavië              | 3   | 0 | 0 | 3 | 0   | 1  | 6  | −5  |                               |  | —   | —   | —   | —   |

### Groep 12
De wedstrijden werden gespeeld tussen 19 en 24 oktober.
| Pos | Team          | Wed | W | G | V | Ptn | DV | DT | +/− | Kwalificatie                  |   | NIR | SUI | FAR | CYP |
| --- | ------------- | --- | - | - | - | --- | -- | -- | --- | ----------------------------- | - | --- | --- | --- | --- |
| 1   | Noord-Ierland | 3   | 3 | 0 | 0 | 9   | 5  | 0  | +5  | Geplaatst voor de eliteronde. |   | —   | 1–0 | 1–0 | 3–0 |
| 2   | Zwitserland   | 3   | 2 | 0 | 1 | 6   | 3  | 1  | +2  | Geplaatst voor de eliteronde. |   | —   | —   | 1–0 | 2–0 |
| 3   | Faeröer       | 3   | 0 | 1 | 2 | 1   | 1  | 3  | −2  |                               |   | —   | —   | —   | 1–1 |
| 4   | Cyprus        | 3   | 0 | 1 | 2 | 1   | 1  | 6  | −5  |                               | — | —   | —   | —   |     |

### Ranking nummers 3
De derde plekken uit de groepen werden gesorteerd, het beste land zou zich plaatsen voor de eliteronde.
| Grp | Team       | Wed | W | G | V | Ptn | DV | DT | +/− |
| --- | ---------- | --- | - | - | - | --- | -- | -- | --- |
| 11  | Wales      | 2   | 1 | 0 | 1 | 3   | 2  | 3  | −1  |
| 6   | Denemarken | 2   | 0 | 2 | 0 | 2   | 0  | 0  | 0   |
| 7   | Oostenrijk | 2   | 0 | 1 | 1 | 1   | 3  | 4  | −1  |
| 10  | Armenië    | 2   | 0 | 1 | 1 | 1   | 0  | 1  | −1  |
| 1   | Kazachstan | 2   | 0 | 1 | 1 | 1   | 1  | 3  | −2  |
| 2   | Luxemburg  | 2   | 0 | 1 | 1 | 1   | 1  | 3  | −2  |
| 9   | Israël     | 2   | 0 | 1 | 1 | 1   | 1  | 4  | −3  |
| 3   | Roemenië   | 2   | 0 | 1 | 1 | 1   | 1  | 4  | −3  |
| 5   | Georgië    | 2   | 0 | 0 | 2 | 0   | 1  | 3  | −2  |
| 12  | Faeröer    | 2   | 0 | 0 | 2 | 0   | 0  | 2  | −2  |
| 4   | Malta      | 2   | 0 | 0 | 2 | 0   | 0  | 6  | −6  |
| 8   | Kroatië    | 2   | 0 | 0 | 2 | 0   | 1  | 10 | −9  |

## Eliteronde

### Groep 1
De wedstrijden werden gespeeld tussen 21 en 26 maart.
| Pos | Team        | Wed | W | G | V | Ptn | DV | DT | +/− | Kwalificatie                      |   | GER | IRL | GRE | SCO |
| --- | ----------- | --- | - | - | - | --- | -- | -- | --- | --------------------------------- | - | --- | --- | --- | --- |
| 1   | Duitsland   | 3   | 3 | 0 | 0 | 9   | 11 | 2  | +9  | Geplaatst voor het hoofdtoernooi. |   | —   | 3–0 | 4–1 | 4–1 |
| 2   | Ierland     | 3   | 2 | 0 | 1 | 6   | 3  | 4  | −1  |                                   |   | —   | —   | 1–0 | 2–1 |
| 3   | Griekenland | 3   | 0 | 1 | 2 | 1   | 1  | 5  | −4  |                                   | — | —   | —   | 0–0 |     |
| 4   | Schotland   | 3   | 0 | 1 | 2 | 1   | 2  | 6  | −4  |                                   | — | —   | —   | —   |     |

### Groep 2
De wedstrijden werden gespeeld tussen 24 en 29 maart.
| Pos | Team      | Wed | W | G | V | Ptn | DV | DT | +/− | Kwalificatie                      |   | UKR | ITA | CZE | SVK |
| --- | --------- | --- | - | - | - | --- | -- | -- | --- | --------------------------------- | - | --- | --- | --- | --- |
| 1   | Oekraïne  | 3   | 3 | 0 | 0 | 9   | 8  | 2  | +6  | Geplaatst voor het hoofdtoernooi. |   | —   | 1–0 | 5–2 | 2–0 |
| 2   | Italië    | 3   | 2 | 0 | 1 | 6   | 4  | 2  | +2  |                                   |   | —   | —   | 2–1 | 2–0 |
| 3   | Tsjechië  | 3   | 1 | 0 | 2 | 3   | 6  | 7  | −1  |                                   | — | —   | —   | 3–0 |     |
| 4   | Slowakije | 3   | 0 | 0 | 3 | 0   | 0  | 7  | −7  |                                   | — | —   | —   | —   |     |

### Groep 3
De wedstrijden werden gespeeld tussen 23 en 28 maart.
| Pos | Team                  | Wed | W | G | V | Ptn | DV | DT | +/− | Kwalificatie                      |   | ENG | SRB | AZE | BIH |
| --- | --------------------- | --- | - | - | - | --- | -- | -- | --- | --------------------------------- | - | --- | --- | --- | --- |
| 1   | Engeland              | 3   | 3 | 0 | 0 | 9   | 8  | 1  | +7  | Geplaatst voor het hoofdtoernooi. |   | —   | 2–1 | 1–0 | 5–0 |
| 2   | Servië                | 3   | 2 | 0 | 1 | 6   | 8  | 3  | +5  |                                   |   | —   | —   | 5–1 | 2–0 |
| 3   | Azerbeidzjan          | 3   | 1 | 0 | 2 | 3   | 2  | 6  | −4  |                                   | — | —   | —   | 1–0 |     |
| 4   | Bosnië en Herzegovina | 3   | 0 | 0 | 3 | 0   | 0  | 8  | −8  |                                   | — | —   | —   | —   |     |

### Groep 4
De wedstrijden werden gespeeld tussen 20 en 25 maart.
| Pos | Team        | Wed | W | G | V | Ptn | DV | DT | +/− | Kwalificatie                      |   | NED | BLR | TUR | WAL |
| --- | ----------- | --- | - | - | - | --- | -- | -- | --- | --------------------------------- | - | --- | --- | --- | --- |
| 1   | Nederland   | 3   | 3 | 0 | 0 | 9   | 7  | 0  | +7  | Geplaatst voor het hoofdtoernooi. |   | —   | 5–0 | 1–0 | 1–0 |
| 2   | Wit-Rusland | 3   | 2 | 0 | 1 | 6   | 4  | 5  | −1  |                                   |   | —   | —   | 1–0 | 3–0 |
| 3   | Turkije     | 3   | 1 | 0 | 2 | 3   | 3  | 2  | +1  |                                   | — | —   | —   | 3–0 |     |
| 4   | Wales       | 3   | 0 | 0 | 3 | 0   | 0  | 7  | −7  |                                   | — | —   | —   | —   |     |

### Groep 5
De wedstrijden werden gespeeld tussen 26 en 31 maart.
| Pos | Team      | Wed | W | G | V | Ptn | DV | DT | +/− | Kwalificatie                      |   | FRA | NOR | HUN | FIN |
| --- | --------- | --- | - | - | - | --- | -- | -- | --- | --------------------------------- | - | --- | --- | --- | --- |
| 1   | Frankrijk | 3   | 2 | 1 | 0 | 7   | 5  | 1  | +4  | Geplaatst voor het hoofdtoernooi. |   | —   | 2–0 | 0–0 | 3–1 |
| 2   | Noorwegen | 3   | 1 | 1 | 1 | 4   | 3  | 4  | −1  |                                   |   | —   | —   | 0–1 | 2–2 |
| 3   | Hongarije | 3   | 1 | 1 | 1 | 4   | 3  | 3  | 0   |                                   | — | —   | —   | 3–2 |     |
| 4   | Finland   | 3   | 0 | 1 | 2 | 1   | 5  | 8  | −3  |                                   | — | —   | —   | —   |     |

### Groep 6
De wedstrijden werden gespeeld tussen 19 en 24 maart.
| Pos | Team          | Wed | W | G | V | Ptn | DV | DT | +/− | Kwalificatie                      |   | ISL | POR | RUS | NIR |
| --- | ------------- | --- | - | - | - | --- | -- | -- | --- | --------------------------------- | - | --- | --- | --- | --- |
| 1   | IJsland       | 3   | 1 | 2 | 0 | 5   | 8  | 7  | +1  | Geplaatst voor het hoofdtoernooi. |   | —   | 0–0 | 6–5 | 2–2 |
| 2   | Portugal      | 3   | 1 | 2 | 0 | 5   | 2  | 1  | +1  |                                   |   | —   | —   | 0–0 | 2–1 |
| 3   | Rusland       | 3   | 1 | 1 | 1 | 4   | 8  | 7  | +1  |                                   | — | —   | —   | 3–1 |     |
| 4   | Noord-Ierland | 3   | 0 | 1 | 2 | 1   | 4  | 7  | −3  |                                   | — | —   | —   | —   |     |

### Groep 7
De wedstrijden werden gespeeld tussen 26 en 31 maart.
| Pos | Team        | Wed | W | G | V | Ptn | DV | DT | +/− | Kwalificatie                      |   | ESP | SUI | POL | SWE |
| --- | ----------- | --- | - | - | - | --- | -- | -- | --- | --------------------------------- | - | --- | --- | --- | --- |
| 1   | Spanje      | 3   | 3 | 0 | 0 | 9   | 5  | 1  | +4  | Geplaatst voor het hoofdtoernooi. |   | —   | 1–0 | 1–0 | 3–1 |
| 2   | Zwitserland | 3   | 2 | 0 | 1 | 6   | 5  | 2  | +3  |                                   |   | —   | —   | 2–0 | 3–1 |
| 3   | Polen       | 3   | 1 | 0 | 2 | 3   | 3  | 4  | −1  |                                   | — | —   | —   | 3–1 |     |
| 4   | Zweden      | 3   | 0 | 0 | 3 | 0   | 3  | 9  | −6  |                                   | — | —   | —   | —   |     |

Jeugd-EK's: onder 21 · onder 19       Jeugd-WK's: onder 20 · onder 17